# Кропив'янка червоновола
Кропи́в'янка червоново́ла (Curruca cantillans)  — вид птахів роду Curruca з родини кропив'янкових, поширений у середземноморському регіоні. В Україні рідкісний залітний вид.

## Опис

### Морфологічні ознаки
Невеликий птах, розміром приблизно з горобця. Маса тіла 9-13 г, довжина тіла близько 12 см. Дорослий самець у шлюбному вбранні зверху сизувато-сірий; «вуса» білі; горло, воло і боки тулуба винно-червоні; груди і черево білі, з винним відтінком; махові пера чорно-бурі; хвіст сірувато-чорний, крайні стернові пера білі; дзьоб бурий; ноги рудувато-бурі; райдужна оболонка ока жовтувато-коричнева; навколоочне кільце червоне; у позашлюбному оперенні верх з бурим відтінком; пера низу з білою верхівкою. У дорослої самки в шлюбному вбранні верх сірувато-бурий; горло і воло рожевувато-вохристі або винно-рожеві; у позашлюбному оперенні буріша; горло і воло кремові. Молодий птах схожий на позашлюбну дорослу самку, але навколоочне кільце жовтувато-буре.
Від інших кропив'янок дорослий самець цілорічно, а доросла самка в шлюбному оперенні відрізняється білими «вусами» в поєднанні з винно-червоними (дорослий самець), винно-рожевими або рожевувато-вохристими (доросла самка) горлом і волом; доросла самка в позашлюбному оперенні і молодий птах від прудкої кропив'янки — бурішим верхом і світлішими покривними перами вух, хоча достовірно визначити складно.

### Голос
Пісня подібна до пісні сірої кропив'янки, але дзвінкіша; поклик — коротке «чет».

## Поширення
Кропив'янка червоновола поширена в середземноморському регіоні. Гніздиться на всьому Піренейському півострові, за винятком західного і північного узбережжя, від півдня Франції до південної Італії та Сицилії, в Північній Італії до Тоскани і на середземноморських островах. Далі від південної Словенії по балканському узбережжя Середземного моря, Болгарії, Греції до заходу Малої Азії.
Це перелітний птах. Її регіон зимівлі розташований від західних регіонів сахеля на схід до північного заходу Судану і південного заходу Єгипту.
В Україні це рідкісний залітний вид. Траплявся в Північно-західному Причорномор'ї — навесні 1978 р. в Одеській області, в Криму — 25 квітня 1990 р. і 8 травня 1990 р.; а також 17 квітня 2020 р. у м. Дніпро.

## Підвиди
Донедавна виділяли 4 підвиди:
- C. c. cantillans (Pallas, 1764) — номінативний підвид, мешкає на південному заході Європи до Північної Італії;
- C. c. inornata (Tschudi, 1906) — поширений на північному заході Африки;
- C. c. moltonii (Orlando, 1937) — поширений на Балеарських островах, Корсиці й Сардинії;
- C. c. albistriata (C. L. Brehm, 1855) — поширений у Південно-Східній Європі, включаючи Туреччину.

У 2020 році вид запропоновано розділити на два окремих види:
- Curruca cantillans, з двома підвидами (C. c. cantillans і C. c. albistriata);
- Curruca iberiae (монотиповий).

## Місця існування
Мешкає заростях кущів та лісах — у в маквісі; в лісах, утворених кам'яним, корковим і пухнастим дубами. Найбільшою щільності популяція виду досягає в маквісі або гаризі з заростями олеандра поблизу річок. У культурному ландшафті зустрічається рідко.

## Гніздування

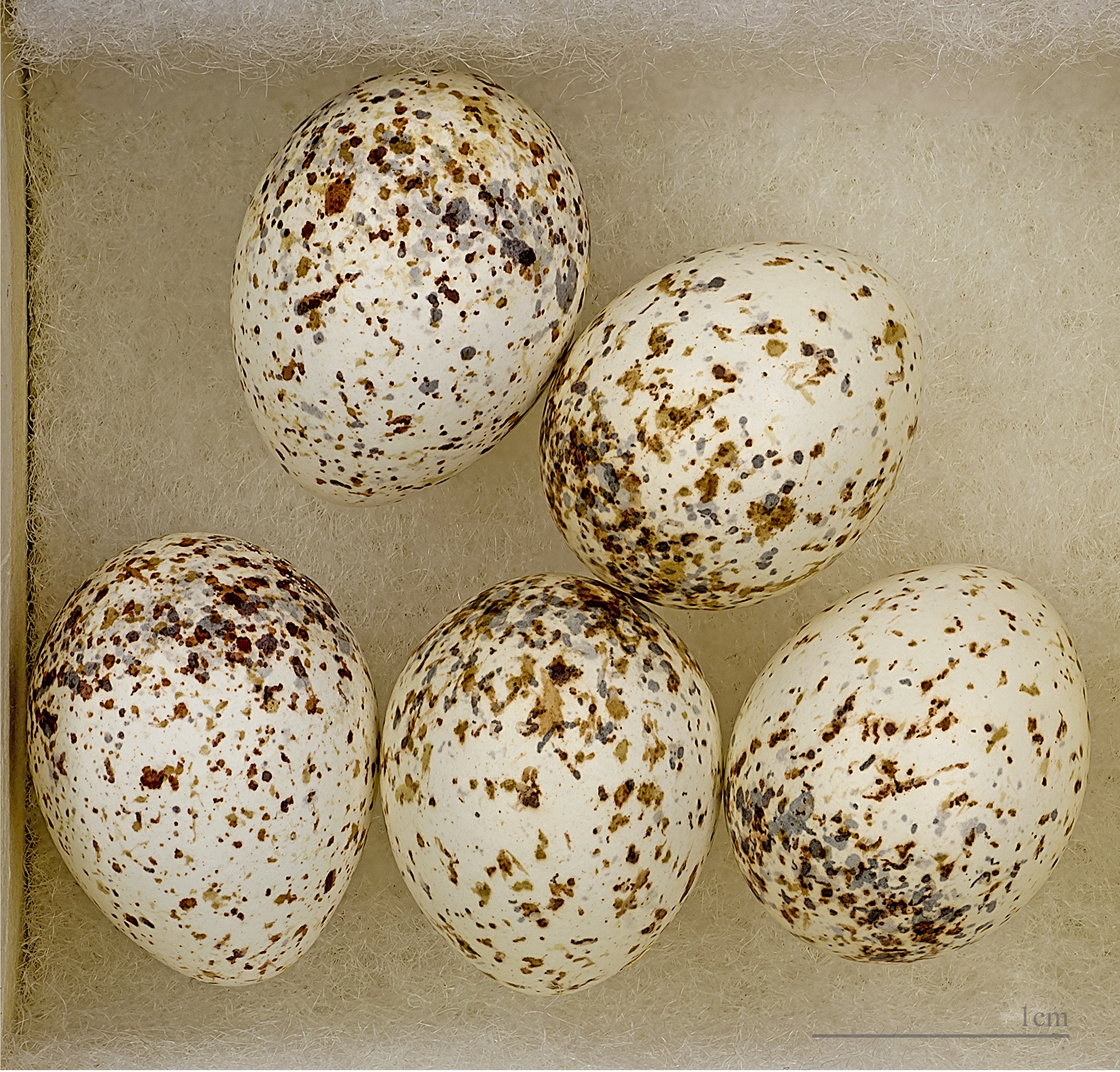
Кладка підвиду S. cantillans inornata в оологічній колекції

Період гніздування триває з середини квітня до початку червня. Гніздо влаштовує в низькому чагарнику, рідко на висоті вище 1 м. Його будують з стеблинок і кори розмарину або ялівцю. Зовнішні боку прикрашаються павутиною. Усередині гніздо вимощується шерстю тварин і пухом рослин. У кладці від 3-х до 4-х зеленуватих в цяточку яєць, довжиною 16,5, шириною 12,9 мм, вагою 1,42 г. Обидва партнери (більшу частину часу — самка) висиджують кладку від 11 до 13 днів. У вигодовуванні пташенят беруть участь обидва партнери. Самка захищає пташенят, розправивши крила, від дощу і перегріву. Період вигодовування триває від 11 до 12 днів. Якщо самка починає другу кладку, то самець бере турботу про перший виводок на себе.